# Lijn A (metro van Praag)
Lijn A (de groene lijn) is een Praagse metrolijn tussen de stations Nemocnice Motol en Depo Hostivař via het stadscentrum. De bouw van het eerste deel van de lijn begon in 1973, dat deel werd geopend in 1978. In 2006 is het eindpunt aan de oostkant verlengd van Skalka tot aan Depo Hostivař, het huidige eindpunt, dat tevens dient als remise. Voor een kort gedeelte rijdt de metro hier door de openlucht. Door deze verlenging is de totale lengte van de lijn 10,9 kilometer geworden en liggen er 13 stations aan.

## Toekomstplannen
De eerste fase van een verlenging van de lijn is nu in aanbouw. Door dit  project werd de lijn van Dejvická doorgetrokken naar Motol (opening 6 april 2015). In de tweede fase van dit project zal de lijn door gaan lopen tot Luchthaven Praag-Ruzyně. Dit plan zal echter pas rond 2021 zijn uitgevoerd.

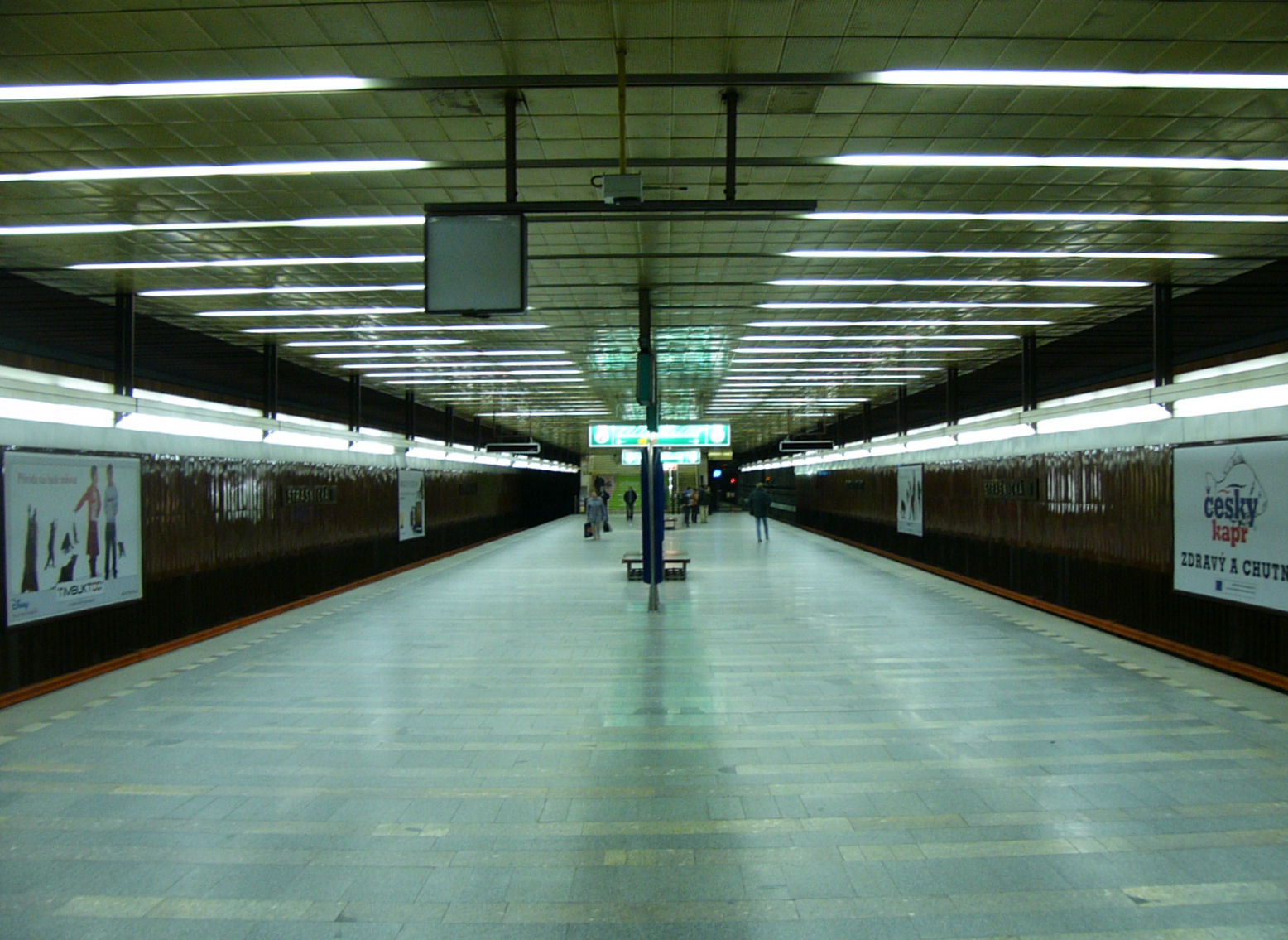
Strašnická, een van de stations aan Lijn A